# Pieter Melvill van Carnbee (1743-1826)
Pieter baron Melvill van Carnbee, heer van Op- en Neder-Andel, (Dordrecht, 2 april 1743 - 's-Gravenhage, 17 mei 1826) (ook de spelling "Melville van Carnbée" komt voor), was een Nederlands zeeofficier en bestuurder. Hij werd viceadmiraal.
Melvill, lid van de familie Melvill van Carnbee, stamde uit een van oorsprong Schotse geslacht van militairen. Hij werd op 8 juli 1815 door koning Willem I in zijn Koninklijk Besluit No. 16 voor "verdiensten in het verleden" benoemd tot commandeur in de Militaire Willems-Orde. Op 16 september 1815 werd hij verheven in de Nederlandse adel, op 6 mei 1822 werd hem de titel baron verleend.
Met "verdiensten in het verleden" doelde de koning vooral op het zeegevecht dat drie Nederlandse schepen die de handelsvloot in de Middellandse Zee beschermden in 1781 bij Kaap Sint-Vincent leverden met de Britse marine, maar de koning zal ook de trouwe dienst aan zijn vader, stadhouder Willem V, hebben meegewogen.

## Het zeegevecht bij Kaap Sint-Marie op 29 en 30 mei 1781
Om tijdens de Vierde Engelse Oorlog een retourvloot uit Nederlands-Indië te escorteren verlieten de fregatten "Castor" met 36 stuks licht geschut onder kapitein Pieter Melvill van Carnbee en "Den Briel" met 36 stukken geschut onder kapitein Gerardus Oorthuys op 29 mei 1781 de Middellandse Zee. Zij konden Gibraltar niet ongemerkt passeren en werden door de Engelse fregatten de "Flora" met 44 stukken onder kapitein William Peere Williams en de "Crescent" met 36 stukken onder kapitein Thomas Pakenham onderschept.
De Nederlandse fregatten bereikten de Atlantische Oceaan en vuurden daar een salvo af op hun achtervolgers die daarom afdraaiden.
Kapitein Melvill van Carnbee besloot de sneller zeilende Engelse schepen niet te achtervolgen maar zich te beperken tot zijn opdracht die luidde dat hij de koopvaardij moest escorteren. Om bij de Canarische Eilanden rendez-vous te maken keerden de Nederlandse schepen onder dekking van de duisternis naar het zuiden.

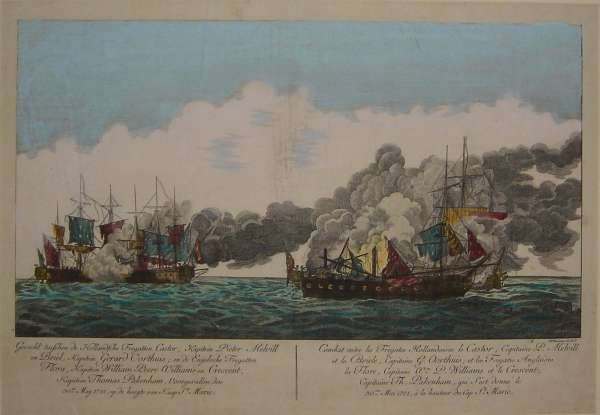
Gravure

In de ochtenduren van de 30e mei bleken de Engelsen de Nederlandse schepen gevolgd te zijn. De Engelse fregatten openden het vuur en Melvill van Carnbee en Oorthuys probeerden van hun kant om een Engels schip tussen zich in te sluiten. Deze manoeuvre mislukte, en daarop ontstond een gevecht van schip tegen schip waarbij de Castor en de Flora vochten terwijl de Den Briel de Crescent voor haar rekening nam.
De 23 jaar oude Castor bleek niet opgewassen tegen het geschut van de moderne Flora. Het 23 jaar oude Nederlandse schip had geschut met een klein kaliber en kon per salvo maximaal 372 "pond ijzer" in de vorm van gloeiende massieve kogels en kettingen op de vijand afvuren. De Flora stelde daar 720 pond ijzer per salvo tegenover. Het Nederlandse fregat werd al snel onbestuurbaar. De zeilen en de tuigage waren verwoest en door gaten onder de waterlijn was anderhalve meter water in het ruim gelopen.Het geschut was vrijwel uitgeschakeld en van de 230 opvarenden waren 30 man gedood en 40 zwaar gekwetst. Melvill van Carnbee hees een witte vlag. De Nederlandse bemanning ging aan boord van de Brit en de zinkende Castor werd als prijs op sleeptouw genomen naar Engeland.
Het gevecht tussen de Den Briel en de Crescent was het spiegelbeeld van het voorgaande gevecht. De Nederlandse scheepsartillerie vernielde de grote- en de bezaansmast van de Crescent die zich daarop met 27 doden en 65 gewonden aan boord overgaf. Op de Den Briel waren 12 doden en 44 gewonden waaronder een lichtgewonde kapitein te betreuren en ook dit schip was nog nauwelijks zeewaardig. Een uur nadat de Crescent zich had overgegeven ging ook de mast van de Nederlander overboord.
De Nederlanders konden het Britse fregat niet bereiken omdat ze geen sloepen meer hadden. De Crescent dreef uiteindelijk op de Flora af, waarna Oorthuys teleurgesteld moest toekijken hoe zijn prijs (een buitgemaakt schip kon een kapitein in één maal schatrijk maken), door de Flora op sleeptouw genomen werd. De Den Briel bereikte op 2 juni met geïmproviseerde zeilen de neutrale haven van Cádiz. De Oost-Indiëvaarders konden Spanje bereiken zonder van Britse aanvallen te lijden te hebben gehad.
De buitgemaakte Castor heeft Engeland niet bereikt. In het Kanaal ontmoette het merkwaardige flottielje, van een zwaarbeschadigd fregat met twee nòg zwaarder beschadigde schepen, de Franse fregatten Gloire en Friponne met ieder 32 stukken die de Castor en Crescent makkelijk konden overmeesteren omdat Peere Williams er voor koos het gevecht niet aan te gaan en zich met de Flora uit de voeten maakte. Volgens het zeerecht was de Castor nu een Franse prijs en de gevangengenomen en weer bevrijde Nederlandse bemanning werd door de Fransen gerepatrieerd. De totaal vernielde Castor werd op een Franse werf gesloopt.
De Nederlandse pers maakte veel ophef van de heldendaden van Melvill van Carnbee en Oorthuys die met De Ruyter en Tromp werden vergeleken.

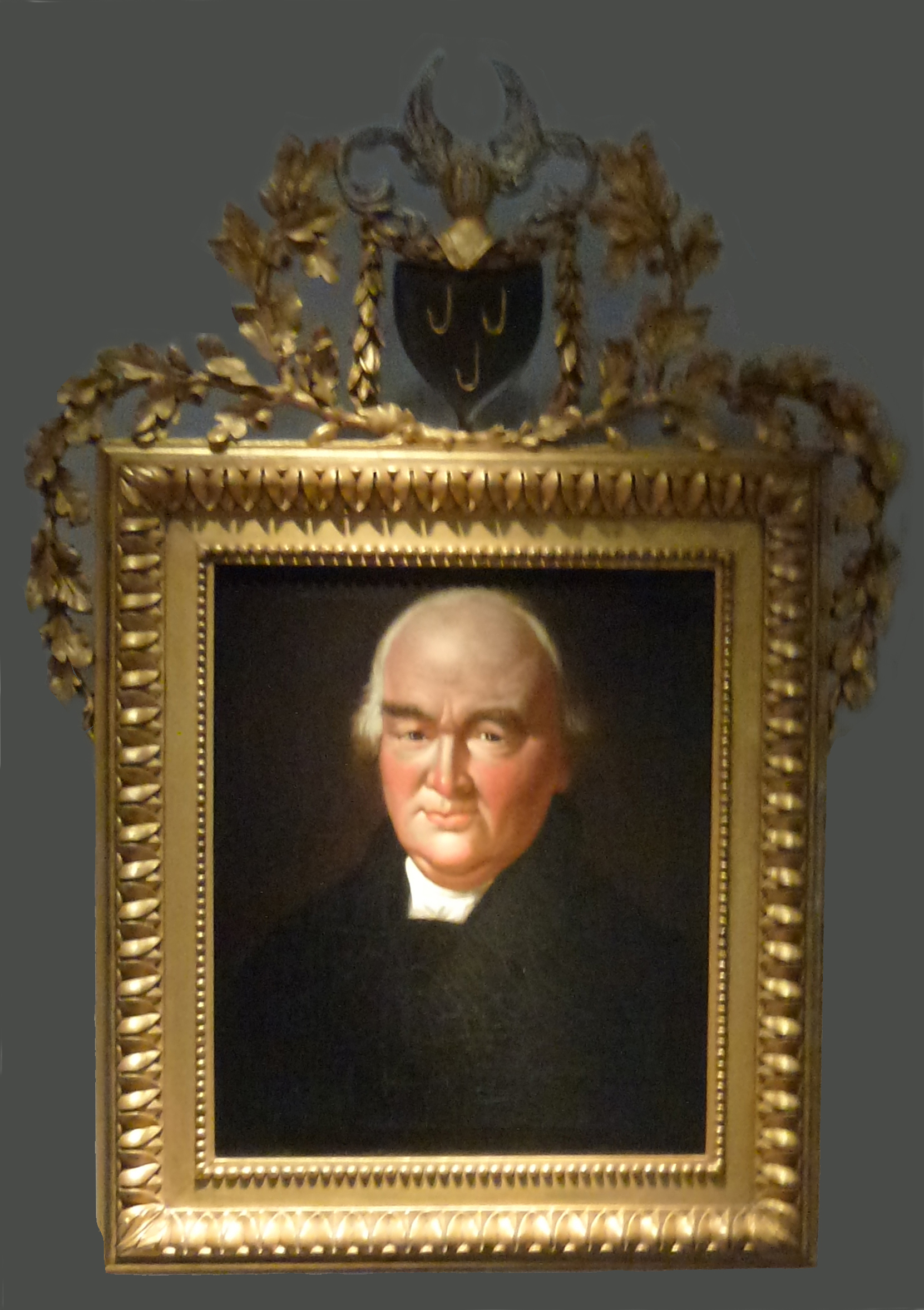
Carnbee geschilderd door A. C. Hauck

## Melvill's verdere loopbaan
In 1793 werd Melvill van Carnbee die inmiddels schout-bij-nacht was, commandant van het eskader op de Maas en het Hollandsch Diep. Hij moest ook de Hollandse linie van defensie en de grote rivieren bewaken terwijl Franse troepen onder Pichegru oprukten. Toen in de winter van 1795 de rivieren bevroren en Melvill's schepen vastvroren kon hij niets uitrichten de Franse verovering van Holland, Utrecht en Zeeland. De prinsgezinde officier verliet op 27 februari 1795 de dienst van wat nu de Bataafse marine was.
Koning Lodewijk Napoleon maakte Melvill, die door de prins van Oranje van zijn eed van trouw ontslagen was, op 16 juli 1806 Staatsraad i.b.d. van de sectie marine en commandeur van de Orde van de Unie. Volgens een brief in het familiearchief Daendels was hij op dat moment, 17 februari 1807, "aux Grandes Indes", dat wil zeggen in Nederlands-Indië. Van 30 november 1811 tot 1 januari 1813 was hij in het Franse Keizerrijk "President van de Assemblée van het Kanton 's-Gravenhage".
In 1814 nam Melvill weer dienst in de nieuwe Nederlandse marine. Hij werd viceadmiraal, commandeur van de Militaire Willems-Orde, lid van de Raad van State en in 1809 secretaris van Staat.